# Společná hra
Společná hra (v anglickém originále Company Business) je americký akční film z roku 1991, který napsal a režíroval Nicholas Meyer a ve kterém si zahráli Gene Hackman a Michail Baryšnikov. Film sleduje osudy Sama Boyda (Gene Hackman), bývalého agenta CIA, který je znovu aktivován, aby doprovodil Pjotra Ivanoviče Grušenka (Michail Baryšnikov), zajatého špiona KGB, na výměnu vězňů v nedávno sjednoceném Berlíně.

## Děj
S blížícím se koncem studené války pracuje bývalý agent CIA Sam Boyd jako průmyslový špion pro kosmetickou firmu, ale jeho metody zastarávají tváří v tvář počítačovým hackerům. Náhle je povolán zpět do CIA, aby dohlížel na výměnu vězňů s KGB, organizovanou jeho nadřízenými Jaffem a Grissomem. Boyd má doprovodit ruského špiona Grušenka do Berlína, kde bude vyměněn za amerického pilota Sobela, a předat výkupné dva miliony dolarů.
V Berlíně si Boyd s Grušenkem vytvoří přátelský vztah. Při výměně Boyd rozpozná Sobela jako muže, kterého zahlédl už na letišti, a varuje Grušenka – následuje přestřelka. Boyd a Grušenko prchají před KGB i CIA, která je považuje za zrádce. Rozhodnou se žít v úkrytu s výkupným, ale potřebují ho vyprat. Po získání falešných dokladů navštíví saúdskoarabského překupníka Faisala, který je však kvůli konci studené války téměř na mizině.
Dvojice prchá do Paříže, kde má Grušenko kontakt na někoho, kdo může pomoci. Přizná Boydovi, že Sobel opravdu existoval, ale po zajetí Sověty se stal spícím agentem v USA. KGB ve spojení s dvojitým agentem „Donaldem“ tak podvodem získala dva miliony od CIA.
V Paříži se Grušenko setká se svou dcerou Natašou, která může převést peníze na švýcarský účet. Grušenko jede do Švýcarska, ale CIA a KGB unesou Natašu a vydírají Boyda. Ten souhlasí s výměnou na Eiffelově věži. Podaří se jim ji osvobodit, ale únikové cesty jsou zablokované. Skrývají se v restauraci Le Jules Verne a Boyd navrhuje únik na Seychely. Grushenko mezitím zanechá falešnou zprávu, že Sobel byl ve skutečnosti trojitý agent CIA, čímž zmate jejich pronásledovatele.